# Carbonský ledovec

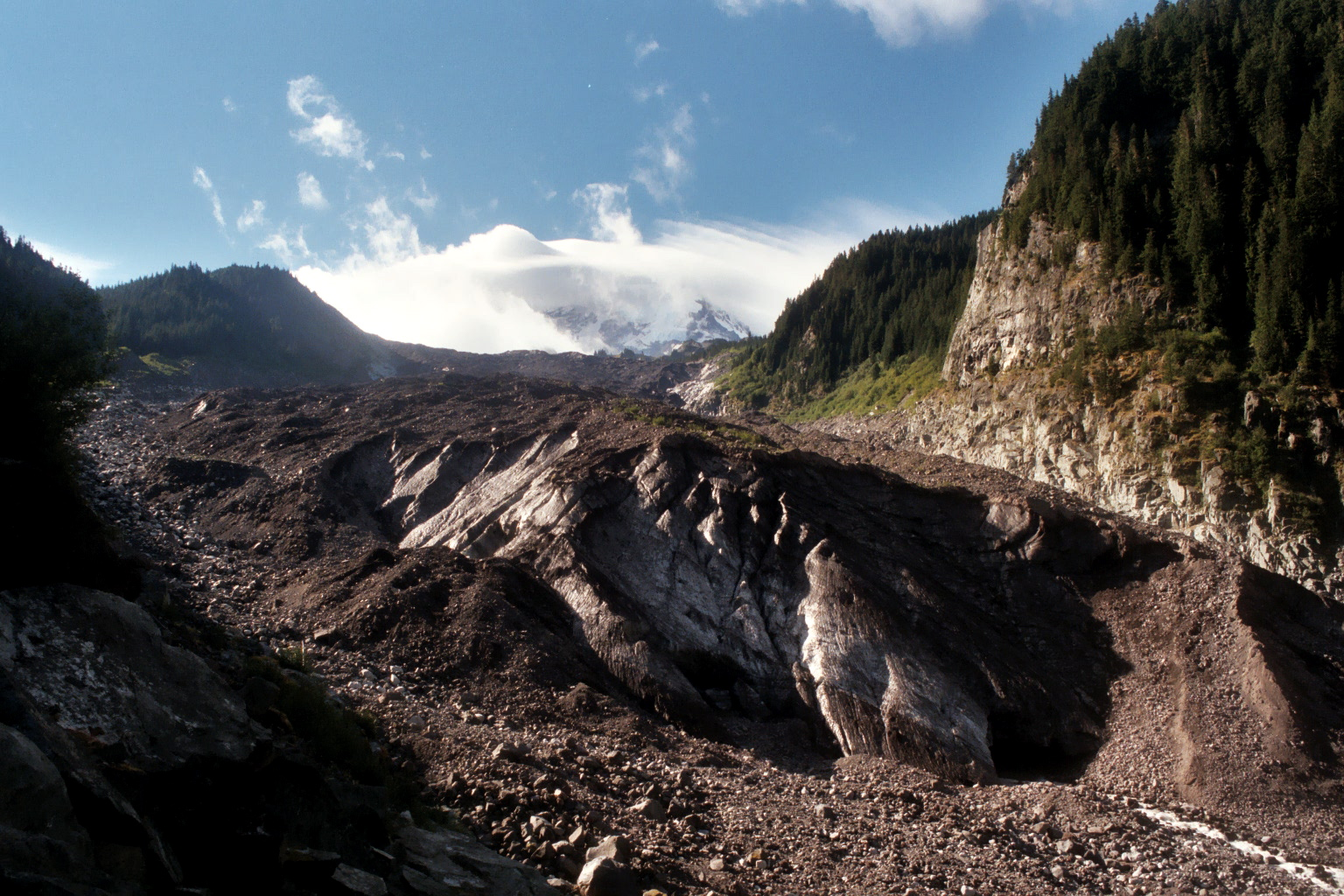
Konec Carbonského ledovce.

Carbonský ledovec (anglicky Carbon Glacier) se nachází na severním svahu Mount Rainier, v americkém státě Washington a pramení z něj řeka Carbon. Špička morény je v nadmořské výšce pouze 1 066 metrů, což z něj činí nejníže položený ledovec v pevninských Spojených státech. Ledovec má také největší délku (9,17 km), tloušťku (213 m) a objem (0,83 km³) ze všech amerických ledovců kromě těch aljašských.
Ledovec je přístupný ze severozápadního vjezdu do národního parku Mount Rainier (Carbon River Entrance) nedaleko města Carbonado. Pěšky se k němu dá dostat po 6,4 kilometrové vycházce od tábořiště Ipsut Creek, které se nachází poblíž vchodu do národního parku. Cesta k němu je ale místy odplavena kvůli záplavám řeky Carbon, obcházky jsou ale zřetelně vyznačeny. Zhruba v polovině cesty se nachází viklavý řetězový most, který musí být překonán těmi, kteří se chtějí k ledovci dostat.